# Ronald Cocks
Ronald Cocks (Gezira, 1º agosto 1943 – 16 maggio 2017) è stato un calciatore e allenatore di calcio maltese, di ruolo attaccante.
Di origine olandese, è deceduto il 16 maggio 2017.

## Carriera

### Calciatore

#### Club
Cocks si forma calcisticamente nel Gżira Utd prima di passare nel 1962 allo Sliema Wanderers.
Con lo Sliema Wanderers milita sino al 1967, anno in cui passa agli statunitensi del Pittsburgh Phantoms, società militante nella NPSL. Con i Phantoms si piazza al sesto ed ultimo posto della Eastern Division.
Ritornato in patria, torna a giocare nello Sliema Wanderers, società che lascerà nel 1975.
Nell'intero arco di militanza con la società di Sliema, Cocks vince 5 campionati maltesi nelle stagioni 1963-1964, 1964-1965, 1965-1966, 1970-1971 e 1971-1972 oltre a 5 Tazza Maltija nel 1963, 1965, 1968, 1969 e 1974.
Nel 1975 passa a giocare nell'Ħamrun Spartans, militante in cadetteria maltese, ove chiuderà la carriera nel 1979.

#### Nazionale
Ha indossato la maglia della nazionale di calcio di Malta in ventuno occasioni, segnando anche una rete. Debuttò con la nazionale il 13 febbraio 1966 in una amichevole contro la Libia. Cocks ha indossato la fascia di capitano dei Cavalieri di San Giovanni in tredici occasioni.

### Allenatore
Cocks ha allenato numerose società maltesi come il Pietà Hotspurs, Gżira Utd, Mosta, Msida Saint-Joseph, St. George's e Pembroke Athleta.

## Statistiche

### Cronologia presenze e reti in nazionale
| Cronologia completa delle presenze e delle reti in nazionale ― Malta | Cronologia completa delle presenze e delle reti in nazionale ― Malta | Cronologia completa delle presenze e delle reti in nazionale ― Malta | Cronologia completa delle presenze e delle reti in nazionale ― Malta | Cronologia completa delle presenze e delle reti in nazionale ― Malta | Cronologia completa delle presenze e delle reti in nazionale ― Malta | Cronologia completa delle presenze e delle reti in nazionale ― Malta | Cronologia completa delle presenze e delle reti in nazionale ― Malta |
| Data                                                                 | Città                                                                | In casa                                                              | Risultato                                                            | Ospiti                                                               | Competizione                                                         | Reti                                                                 | Note                                                                 |
| -------------------------------------------------------------------- | -------------------------------------------------------------------- | -------------------------------------------------------------------- | -------------------------------------------------------------------- | -------------------------------------------------------------------- | -------------------------------------------------------------------- | -------------------------------------------------------------------- | -------------------------------------------------------------------- |
| 13-2-1966                                                            | Gżira                                                                | Malta                                                                | 1 – 0                                                                | Libia                                                                | Amichevole                                                           | -                                                                    | 79’                                                                  |
| 27-3-1966                                                            | Tripoli                                                              | Libia                                                                | 0 – 1                                                                | Malta                                                                | Amichevole                                                           | 1                                                                    |                                                                      |
| 27-4-1969                                                            | Gżira                                                                | Malta                                                                | 1 – 3                                                                | Austria                                                              | Amichevole                                                           | -                                                                    |                                                                      |
| 4-1-1970                                                             | Gżira                                                                | Malta                                                                | 1 – 1                                                                | Lussemburgo                                                          | Amichevole                                                           | -                                                                    |                                                                      |
| 11-10-1970                                                           | Gżira                                                                | Malta                                                                | 1 – 1                                                                | Grecia                                                               | Qual. Euro 1972                                                      | -                                                                    | cap.                                                                 |
| 20-12-1970                                                           | Gżira                                                                | Malta                                                                | 1 – 1                                                                | Svizzera                                                             | Qual. Euro 1972                                                      | -                                                                    |                                                                      |
| 21-4-1971                                                            | Lucerna                                                              | Svizzera                                                             | 5 – 0                                                                | Malta                                                                | Qual. Euro 1972                                                      | -                                                                    |                                                                      |
| 12-5-1971                                                            | Londra                                                               | Inghilterra                                                          | 5 – 0                                                                | Malta                                                                | Qual. Euro 1972                                                      | -                                                                    | cap.                                                                 |
| 18-6-1971                                                            | Il Pireo                                                             | Grecia                                                               | 2 – 0                                                                | Malta                                                                | Qual. Euro 1972                                                      | -                                                                    |                                                                      |
| 14-11-1971                                                           | Gżira                                                                | Malta                                                                | 0 – 2                                                                | Ungheria                                                             | Qual. Mondiali 1974                                                  | -                                                                    | cap.                                                                 |
| 8-12-1971                                                            | Gżira                                                                | Malta                                                                | 1 – 1                                                                | Algeria                                                              | Amichevole                                                           | -                                                                    | cap.                                                                 |
| 15-3-1972                                                            | Algeri                                                               | Algeria                                                              | 1 – 0                                                                | Malta                                                                | Amichevole                                                           | -                                                                    | cap.                                                                 |
| 30-4-1972                                                            | Vienna                                                               | Austria                                                              | 4 – 0                                                                | Malta                                                                | Qual. Mondiali 1974                                                  | -                                                                    | cap.                                                                 |
| 6-5-1972                                                             | Budapest                                                             | Ungheria                                                             | 3 – 0                                                                | Malta                                                                | Qual. Mondiali 1974                                                  | -                                                                    | cap. - 72’                                                           |
| 15-10-1972                                                           | Göteborg                                                             | Svezia                                                               | 7 – 0                                                                | Malta                                                                | Qual. Mondiali 1974                                                  | -                                                                    | cap.                                                                 |
| 25-11-1972                                                           | Gżira                                                                | Malta                                                                | 0 – 2                                                                | Austria                                                              | Qual. Mondiali 1974                                                  | -                                                                    | cap. - 78’                                                           |
| 11-11-1973                                                           | Gżira                                                                | Malta                                                                | 1 – 2                                                                | Svezia                                                               | Qual. Mondiali 1974                                                  | -                                                                    | cap.                                                                 |
| 24-8-1974                                                            | Gżira                                                                | Malta                                                                | 0 – 1                                                                | Libia                                                                | Amichevole                                                           | -                                                                    | cap. -                                                               |
| 4-9-1974                                                             | Tripoli                                                              | Libia                                                                | 0 – 0                                                                | Malta                                                                | Torneo del 5º Anniversario della Rivoluzione Libica                  | -                                                                    | cap. -                                                               |
| 4-3-1978                                                             | Gżira                                                                | Malta                                                                | 1 – 0                                                                | Tunisia                                                              | Amichevole                                                           | -                                                                    |                                                                      |
| Totale                                                               |                                                                      | Presenze                                                             | 21                                                                   |                                                                      | Reti                                                                 | 1                                                                    |                                                                      |

## Palmarès

### Giocatore

#### Club
- Campionato di calcio maltese: 5

Sliema Wanderers: 1963-1964, 1964-1965, 1965-1966, 1970-1971, 1971-1972
- Coppa di Malta: 5

Sliema Wanderers: 1962-1963, 1964-1965, 1967-1968, 1968-1969, 1973-1974

#### Individuale
- Calciatore maltese dell'anno: 1

1965-1966